# Матриця одиниць
У математиці, матриця одиниць — це матриця, кожен елемент якої дорівнює одиниці. Приклади:
{\displaystyle J_{2}={\begin{pmatrix}1&1\\1&1\end{pmatrix}};\quad J_{3}={\begin{pmatrix}1&1&1\\1&1&1\\1&1&1\end{pmatrix}};\quad J_{2,5}={\begin{pmatrix}1&1&1&1&1\\1&1&1&1&1\end{pmatrix}}.\quad }

## Властивості
Для квадратної n×n-матриці одиниць J істинними є такі твердження:
- Слід матриці J дорівнює n[2], а визначник дорівнює 1 при n = 1, і 0 у всіх інших випадках.
- Ранг матриці J дорівнює 1.[3]
- У матриці J тільки два власні значення: n (некратне) і 0 (кратності n-1).
- {\displaystyle J^{k}=n^{k-1}J} для {\displaystyle k=1,2,\ldots .}[4]
- Матриця {\displaystyle {\tfrac {1}{n}}J} є ідемпотентною.
- Експонента матриці одиниць подається у вигляді: {\displaystyle \exp(J)=I+{\frac {e^{n}-1}{n}}J.}
- J є одиничним елементом відносно добутку Адамара.[5]